# Ilvanella inexpectata
Ilvanella inexpectata is een vlokreeftensoort uit de familie van de Gammaridae. De wetenschappelijke naam van de soort is voor het eerst geldig gepubliceerd in 1971 door Vigna-Taglianti.